# 咸淳
咸淳（かんじゅん）は、中国・南宋の度宗の治世に使用された元号。1265年 - 1274年。

## 西暦等との対照表
| 咸淳 | 元年   | 2年    | 3年    | 4年    | 5年    | 6年    | 7年    | 8年    | 9年    | 10年   |
| 西暦 | 1265年 | 1266年 | 1267年 | 1268年 | 1269年 | 1270年 | 1271年 | 1272年 | 1273年 | 1274年 |
| 干支 | 乙丑   | 丙寅   | 丁卯   | 戊辰   | 己巳   | 庚午   | 辛未   | 壬申   | 癸酉   | 甲戌   |
| 元   | 至元2  | 至元3  | 至元4  | 至元5  | 至元6  | 至元7  | 至元8  | 至元9  | 至元10 | 至元11 |

## 出来事
- 景定5年
  - 12月1日：度宗の即位により翌年を「咸淳元年」とする踰年改元の詔が下る。
- 咸淳元年
  - 4月19日：賈似道が太師の位を加える。
  - 5月1日：史弥遠を「政策元勲」に追叙する。
  - 7月26日：州県に銭法を厳しくし、民間の牌帖使用を禁ずる詔勅が出る。
  - 8月：廬州・安慶がモンゴル軍により侵される。
  - 8月29日：忠州を咸淳府と改める。
- 咸淳2年
  - 7月11日：童子科を廃する。
- 咸淳3年
  - 8月：モンゴル軍が襄陽に侵入して劫掠する。
- 咸淳4年
  - 6月1日：浙西の公田荘を廃する。
  - 9月9日：襄陽・樊城に対するモンゴル軍の包囲が始まる（襄陽・樊城の戦い）。
  - 11月25日：義役法が施行される。
- 咸淳5年
  - 3月14日：公田に役人を置き、租税を監督させる詔勅が出る。
  - 12月2日：呂文徳死去。
- 咸淳6年
  - 正月21日：成天暦が施行される。
  - 8月25日：郡県に推排法が施行される。
  - 10月10日：范文虎が襄陽・樊城を救援しに派遣される。
- 咸淳7年
  - 3月23日：内外百司の官吏を減らす。
  - 5月：モンゴル軍が四川・淮西に来襲する。
  - 6月11日：范文虎の援軍が襄陽に至りモンゴル軍と交戦したが、敗退する。
  - 11月15日：モンゴルが国号を「大元」と改める。
  - 12月21日：士籍が設置される。
- 咸淳8年
  - 5月：宋軍が襄陽の救援を再び試みたが、包囲を解くには失敗する。
- 咸淳9年
  - 正月11日：樊城が突破される。
  - 2月27日：襄陽の陥落。南宋の対モンゴル防御線が事実上崩壊される。
- 咸淳10年
  - 7月9日：度宗が崩ずる。
  - 10月22日：恭帝の即位により翌年から「徳祐」へ踰年改元の詔が下る。